# San Juan (stacja metra)
San Juan – stacja metra w Buenos Aires, na linii C. Znajduje się pomiędzy stacjami Independencia a Constitución. Stacja została otwarta 9 listopada 1934.